# Ella in Japan: ’S Wonderful
Ella in Japan: ’S Wonderful (с англ. — «Элла в Японии: это чудесно») — концертный альбом американской джазовой певицы Эллы Фицджеральд, записанный во время её выступлений в Токио, Япония, с 19 по 22 января 1964 года. Во время концерта певице аккомпанировал квартет Роя Элдриджа. Пластинка была выпущена лишь в 2011 году в формате CD на лейбле Verve Records.

## Список композиций
| №                   | Название                              | Текст песни         | Музыка              | Длительность |
| ------------------- | ------------------------------------- | ------------------- | ------------------- | ------------ |
| 1.                  | «Cheek to Cheek»                      | Ирвинг Берлин       | Ирвинг Берлин       | 3:47         |
| 2.                  | «Deep Purple»                         | Митчелл Пэриш       | Питер Дероуз        | 3:59         |
| 3.                  | «Too Close for Comfort»               | Джордж Вайс         | Джерри Бок          | 2:20         |
| 4.                  | «I Love Being Here with You»          | Пегги Ли            | Уильям Шлугер       | 3:21         |
| 5.                  | «Fly Me to the Moon (In Other Words)» | Барт Ховард         | Барт Ховард         | 3:00         |
| 6.                  | «’S Wonderful»                        | Айра Гершвин        | Джордж Гершвин      | 3:24         |
| 7.                  | «I’ve Got You Under My Skin»          | Коул Портер         | Коул Портер         | 2:59         |
| 8.                  | «Hallelujah I Love Him So»            | Рэй Чарльз          | Рэй Чарльз          | 2:38         |
| 9.                  | «Misty»                               | Джонни Берк         | Эрролл Гарнер       | 3:09         |
| 10.                 | «Whatever Lola Wants»                 | Джерри Росс         | Ричард Адлер        | 2:48         |
| 11.                 | «Bill Bailey»                         | Хьюи Кэннон         | Хьюи Кэннон         | 3:43         |
| 12.                 | «The Blues (Ella’s Blues)»            | Элла Фицджеральд    | Элла Фицджеральд    | 4:38         |
| 13.                 | «’Round Midnight»                     | Берни Ханиген       | Телониус Монк       | 3:20         |
| 14.                 | «I Can’t Get Started»                 | Айра Гершвин        | Вернон Дюк          | 4:39         |
| 15.                 | «Undecided»                           | Чарльз Шейверс      | Сид Робин           | 6:43         |
| 16.                 | «Jam Session»                         |                     |                     | 10:53        |
| Общая длительность: | Общая длительность:                   | Общая длительность: | Общая длительность: | 64:31        |

| №                   | Название                     | Текст песни          | Музыка              | Длительность |
| ------------------- | ---------------------------- | -------------------- | ------------------- | ------------ |
| 17.                 | «Cheek to Cheek»             | Ирвинг Берлин        | Ирвинг Берлин       | 3:32         |
| 18.                 | «Shiny Stockings»            | Элла Фицджеральд     | Фрэнк Фостер        | 3:29         |
| 19.                 | «Can’t Help Lovin’ Dat Man»  | Оскар Хаммерстайн II | Джером Керн         | 4:31         |
| 20.                 | «Bill Bailey»                | Хьюи Кэннон          | Хьюи Кэннон         | 3:44         |
| 21.                 | «Take the "A" Train»         | Билли Стрэйхорн      | Билли Стрэйхорн     | 5:02         |
| 22.                 | «Closing/A-Tisket, A-Tasket» | Элла Фицджеральд     | Эл Фелдман          | 0:38         |
| 23.                 | «Ain’t Misbehavin’»          | Энди Разаф           | Фэтс Уоллер         | 3:42         |
| 24.                 | «My Last Affair»             | Хэйвен Джонсон       | Хэйвен Джонсон      | 3:56         |
| 25.                 | «Perdido»                    | Эрвин Дрейк          | Хуан Тизол          | 6:58         |
| 26.                 | «Closing/A-Tisket, A-Tasket» | Элла Фицджеральд     | Эл Фелдман          | 0:49         |
| Общая длительность: | Общая длительность:          | Общая длительность:  | Общая длительность: | 36:21        |

## Участники записи
- Элла Фицджеральд — вокал.
- Рой Элдридж — дирижирование, аранжировки, труба.
- Томми Флэнаган — фортепиано.
- Билл Янси — контрабас.
- Гас Джонсон — барабаны.